# Liste des conseillers généraux du Var
Pour un article plus général, voir Conseil général du Var.

## Composition politique

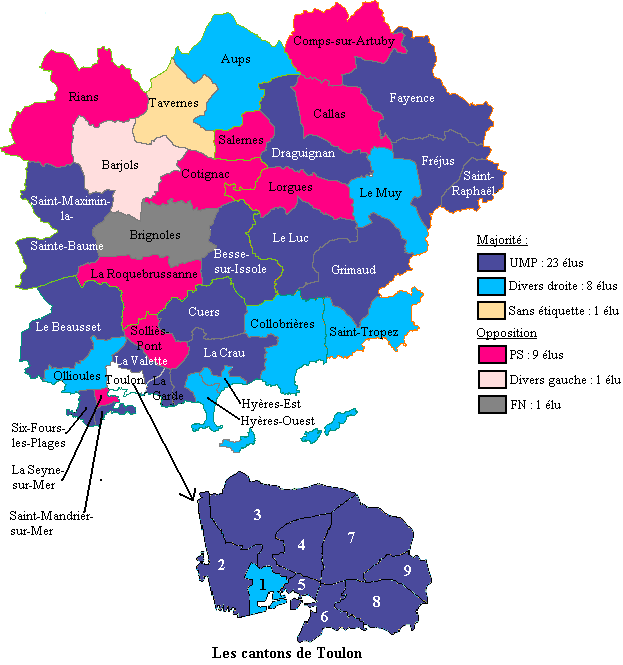
Carte des cantons du Var après les élections cantonales de mars 2011

| Parti                        | Sigle | Sigle | Élus |
| ---------------------------- | ----- | ----- | ---- |
| Majorité (32 sièges)         |       |       |      |
| Les Républicains / UDI       |       | LR    | 40   |
| Opposition (11 sièges)       |       |       |      |
| Parti socialiste             |       | PS    | 0    |
| Divers gauche                |       | DVG   | 0    |
| Front national               |       | FN    | 6    |
| Président du Conseil général |       |       |      |
| Marc Giraud (LR)             |       |       |      |

## Les conseillers généraux classés par arrondissements
| Canton                                  | Circ. | Conseiller général    | Parti | Parti | Série | Autre mandat                                    |
| --------------------------------------- | ----- | --------------------- | ----- | ----- | ----- | ----------------------------------------------- |
| Arrondissement de Brignoles             |       |                       |       |       |       |                                                 |
| Canton d'Aups                           | 4     | Pierre Lambert        |       | DVD   | 2008  |                                                 |
| Canton de Barjols                       | 6     | Michel Partage        |       | DVG   | 2008  |                                                 |
| Canton de Besse-sur-Issole              | 6     | Paul Denis            |       | UMP   | 2011  |                                                 |
| Canton de Brignoles                     | 6     | Laurent Lopez         |       | FN    | 2011  |                                                 |
| Canton de Cotignac                      | 6     | Jean-Louis Alena      |       | PS    | 2008  | Maire de Carcès                                 |
| Canton de Rians                         | 6     | Guy Lombard           |       | PS    | 2011  | Adjoint au maire de Ginasservis                 |
| Canton de la Roquebrussanne             | 6     | André Guiol           |       | PS    | 2008  | Maire de Néoules                                |
| Canton de Saint-Maximin-la-Sainte-Baume | 6     | Horace Lanfranchi     |       | UMP   | 2011  | Président du Conseil général                    |
| Canton de Tavernes                      | 6     | Louis Reynier         |       | DVD   | 2011  | Maire de Montmeyan                              |
| Arrondissement de Draguignan            |       |                       |       |       |       |                                                 |
| Canton de Callas                        | 5     | Pierre-Yves Collombat |       | PS    | 2011  | Sénateur du Var, Adjoint au maire de Figanières |
| Canton de Comps-sur-Artuby              | 5     | Raymonde Carletti     |       | PS    | 2008  | Maire de La Martre                              |
| Canton de Draguignan                    | 4     | Max Piselli           |       | UMP   | 2008  | Maire de Draguignan                             |
| Canton de Fayence                       | 5     | François Cavallier    |       | UMP   | 2008  | Maire de Callian                                |
| Canton de Fréjus                        | 5     | Élie Brun             |       | UMP   | 2011  | Maire de Fréjus                                 |
| Canton de Grimaud                       | 4     | Bernard Rolland       |       | UMP   | 2008  | Conseiller municipal de Sainte-Maxime           |
| Canton de Lorgues                       | 4     | Barthélémy Mariani    |       | PS    | 2011  |                                                 |
| Canton du Luc                           | 4     | Claude Pianetti       |       | UMP   | 2011  | Maire de Vidauban                               |
| Canton du Muy                           | 5     | Jean-Pierre Serra     |       | DVD   | 2011  | Conseiller municipal de Roquebrune-sur-Argens   |
| Canton de Saint-Raphaël                 | 5     | Françoise Dumont      |       | UMP   | 2011  | Adjointe au maire de Saint-Raphaël              |
| Canton de Saint-Tropez                  | 4     | Alain Spada           |       | DVD   | 2011  |                                                 |
| Canton de Salernes                      | 6     | Nicole Fanelli        |       | PS    | 2008  | Maire de Salernes                               |
| Arrondissement de Toulon                |       |                       |       |       |       |                                                 |
| Canton du Beausset                      | 6     | Josette Pons          |       | UMP   | 2008  | Députée du Var                                  |
| Canton de Collobrières                  | 4     | Albert Vatinet        |       | DVD   | 2008  | Maire de Bormes-les-Mimosas                     |
| Canton de la Crau                       | 3     | Marc Giraud           |       | UMP   | 2008  | Maire de Carqueiranne                           |
| Canton de Cuers                         | 3     | Véronique Baccino     |       | UMP   | 2008  | Adjointe au maire de Cuers                      |
| Canton de la Garde                      | 4     | Jean-Louis Masson     |       | UMP   | 2011  | Maire de La Garde                               |
| Canton d'Hyères-Est                     | 3     | Francis Roux          |       | UDI   | 2011  | Conseiller municipal d'Hyères                   |
| Canton d'Hyères-Ouest                   | 3     | Daniel Politi         |       | DVD   | 2011  | Maire d'Hyères                                  |
| Canton d'Ollioules                      | 7     | Ferdinand Bernhard    |       | DVD   | 2011  | Maire de Sanary-sur-Mer                         |
| Canton de Saint-Mandrier-sur-Mer        | 7     | Gilles Vincent        |       | UMP   | 2008  | Maire de Saint-Mandrier-sur-Mer                 |
| Canton de la Seyne-sur-Mer              | 7     | Patrick Martinencq    |       | PS    | 2011  |                                                 |
| Canton de Six-Fours-les-Plages          | 7     | Joseph Mulé           |       | UMP   | 2011  | Adjoint au maire de Six-Fours-les-Plages        |
| Canton de Solliès-Pont                  | 6     | Guy Menut             |       | PS    | 2008  | Maire de Solliès-Toucas                         |
| Canton de Toulon-1                      | 1     | Jean-François Fogacci |       | DVD   | 2008  |                                                 |
| Canton de Toulon-2                      | 2     | Michel Bonnus         |       | UMP   | 2011  | Adjoint au maire de Toulon                      |
| Canton de Toulon-3                      | 2     | Philippe Vitel        |       | UMP   | 2008  | Député du Var                                   |
| Canton de Toulon-4                      | 2     | Philippe Sans         |       | UMP   | 2008  | Adjoint au maire de Toulon                      |
| Canton de Toulon-5                      | 1     | Robert Cavanna        |       | UMP   | 2011  | Adjoint au maire de Toulon                      |
| Canton de Toulon-6                      | 1     | Caroline Depallens    |       | UMP   | 2008  | Adjointe au maire de Toulon                     |
| Canton de Toulon-7                      | 2     | Hélène Audibert       |       | UMP   | 2008  | Adjointe au maire de Toulon                     |
| Canton de Toulon-8                      | 1     | Jean Bombin           |       | UMP   | 2008  |                                                 |
| Canton de Toulon-9                      | 2     | Jean-Guy Di Giorgio   |       | UMP   | 2011  | Adjoint au maire de Toulon                      |
| Canton de la Valette-du-Var             | 3     | Ange Musso            |       | UMP   | 2011  | Maire de Le Revest-les-Eaux                     |